# Séminaire international des jeunes tibétologues
Le séminaire international des jeunes tibétologues (anglais International Seminar of Young Tibetologists, ISYT) a été fondé pour créer un lieu de collaboration et d'échange pour des étudiants en troisième cycle universitaire et des chercheurs en début de carrière qui étudient tous les aspects de la recherche sur les études tibétaines comprenant culture, histoire, linguistique, géographie et religion. Cela a été réalisé en convoquant la première conférence de ISYT à l'École des études orientales et africaines de l'université de Londres en août 2007 et en fondant l'ISYT en tant qu'association de recherche durable qui organise des conférences tous les deux ou trois ans.

## Histoire
En juin 1977, Martin Brauen et Per Kværne ont organisé un séminaire de jeunes tibétologues à Zurich. Ils ont invité une soixantaine de chercheurs, dont trente ont participé à la conférence qui se déroula sur cinq jours. Des articles présentés au séminaire de Zurich ont été publiés sous la direction éditoriale de Martin Brauen et Per Kværne en 1978. Sur la base de leur succès, une conférence plus importante incluant non seulement de jeunes tibétologues, mais aussi la communauté internationale des chercheurs en tibétologie est envisagée.
Cette conférence, convoquée par Michael Aris et Aung San Suu Kyi en juillet 1979 à l'université d'Oxford, a marqué le début officiel de l’Association internationale d'études tibétaines (IATS). En reconnaissance du succès du séminaire de Zurich en 1977, les participants d'Oxford lui ont accordé rétroactivement le statut de premier séminaire de l'IATS. Les séminaires IATS ont doublé à presque chaque réunion et, parallèlement au symposium Sándor Kőrösi Csoma, sont devenus la première conférence dans le domaine des études tibétaines. Avec le succès est venu une croissance exponentielle, et au moment du quatrième séminaire à Narita, il était impossible pour les participants d'assister à chaque article. Lors de la 11e réunion de l’Association internationale d’études tibétaines (IATS) en Allemagne en 2006, l’idée a été évoquée comme une organisation distincte, mais liée avec un accent particulier sur les tibétologues au début de leur carrière.

## Séminaires
Le premier séminaire international des jeunes tibétologues a été organisé à Londres à l'École des études orientales et africaines, en août 2007 par Tim Myatt et Brandon Dotson. Les statues ont été acceptées et un conseil d’administration a été élu. Les articles présentés lors de cette conférence de Londres ont été publiés dans une revue scientifique à comité de lecture de Serindia, intitulée "Contemporary Visions in Tibetan Studies".
Le deuxième séminaire international des jeunes tibétologues a été organisé à Paris en septembre 2009 par Elijah Ary, Marc-Henri Deroche, Alice Travers et Nicolas Schneider. Environ 50 participants de 15 pays différents y ont participé. Les actes de cette conférence ont été publiés par la Revue d'études tibétaines,.
Le troisième séminaire international des jeunes tibétologues s'est tenu à l'université municipale de langues étrangères de Kobe, à Kobe, au Japon, du 3 au 7 septembre 2012 par Kazushi Iwao, Seiji Kumagai, Ai Nishida et Meishi Yamamoto. Soixante communications ont été présentées sur vingt-deux sessions de panel et treize présentations de posters. Les actes de la conférence ont été publiés dans le volume 51 du Journal of Research Institute (université municipale de langues étrangères de Kobe).
Le quatrième séminaire international des jeunes tibétologues s'est tenu du 7 au 12 septembre 2015 à l'université de Leipzig, en Allemagne, par Franz Xaver Erhard, Jeannine Bischoff, Lewis Doney, Jörg Heimbel et Emilia Roza Sulek. 83 communications ont été présentées lors de sessions de panel et de présentations de posters. Les actes de la conférence ont été publiés dans le numéro spécial de décembre 2016 de la prestigieuse revue scientifique Revue d'études tibétaines,.
Le cinquième séminaire international des jeunes tibétologues s'est tenu à Saint-Pétersbourg, en Russie, en 2018.
Le sixième séminaire international des jeunes tibétologues doit se tenir à l'université de Virginie à Charlottesville aux États-Unis.

## Gouvernance
Le conseil d'administration de l'ISYT est composé du président, du secrétaire général et des conseillers. Brandon Dotson a été président et Tim Myatt secrétaire général de l'ISYT de 2007 à 2012. Brandon Dotson est professeur associé au Département de théologie de l'Université de Georgetown et Tim Myatt a obtenu son doctorat en relations anglo-tibétaines à l' Institut oriental de l'Université d'Oxford, en Angleterre. Seiji Kumagai, professeur associé au département d'études bhoutanaises de l'Université de Kyoto à Kyoto, au Japon, a été secrétaire général de l'ISYT de 2012 à 2015.
Le président actuel de l'ISYT est Kalsang Norbu Gurung. Il travaille actuellement sur un projet intitulé "Histoire sociale des sociétés tibétaines"  au Département d'études mongoles et tibétaines de l'université de Bonn, à Bonn, en Allemagne.
Le secrétaire général actuel de l'ISYT est Lewis Doney. Il est assistant de recherche sur le projet "Beyond Boundaries: Religion, Region, Language and the State" au British Museum de Londres, au Royaume-Uni.